# Anochetus madaraszi
Anochetus madaraszi é uma espécie de formiga do gênero Anochetus, pertencente à subfamília Ponerinae.